# Ballomarius wittei
Ballomarius wittei är en insektsart som beskrevs av Synave 1959. Ballomarius wittei ingår i släktet Ballomarius och familjen vedstritar. Inga underarter finns listade i Catalogue of Life.